# Bobby Beathard
Bobby Beathard (Zanesville, 24 gennaio 1937 – Franklin, 30 gennaio 2023) è stato un dirigente sportivo statunitense che ha svolto per 38 anni il ruolo di general manager nella National Football League (NFL).
Le sue squadre si sono qualificate per sette Super Bowl (vincendone quattro), a partire dai Kansas City Chiefs nel 1966, i Miami Dolphins nel 1972 e 1973, i Washington Redskins nel 1982, 1983 e 1987 e i San Diego Chargers nel 1994. È stato introdotto nella Pro Football Hall of Fame nel 2018.

## Carriera

### Osservatore
Beathard entrò nel mondo del football professionistico nel 1963 come osservatore part-time dei Kansas City Chiefs. Lasciò la squadra brevemente per fare l'osservatore della American Football League prima di fare ritorno a tempo pieno a Kansas City nel 1966. Quell'anno vinse il primo campionato AFL come membro dello staff della franchigia.
Beathard in seguito fu osservatore degli Atlanta Falcons dal 1968 al 1971. Nel 1972 fu nominato direttore del personale dei Miami Dolphins, vincendo due Super Bowl consecutivi.

### General manager
Nel 1978, i Washington Redskins nominarono Beathard general manager. Durante la sua permanenza, Beathard, Russ Grimm, Joe Gibbs e Art Monk guidarono i Redskins a tre apparizioni al Super Bowl e a due titoli. Inoltre, la squadra campione del 1991 era composta da giocatori portati alla squadra dallo stesso Beathard. Tra le sue principali scelte nel Draft vi furono Art Monk, Joe Jacoby, Mark May, Russ Grimm, Dexter Manley, Charlie Brown, Darrell Green, Charles Mann e Gary Clark.
Dopo un anno come analista televisivo per NBC, Beathard si unì ai Chargers come general manager. Nella terza stagione a San Diego, l'organizzazione vinse il primo titolo di division in più di un decennio e, dopo cinque anni, si qualificò alla prima apparizione al Super Bowl di sempre.  Si ritirò nel 2000.

## Famiglia
Il nipote, C.J. Beathard, gioca come quarterback nella NFL per i Jacksonville Jaguars.